# Kristina Wayborn
Kristina Wayborn, nata Britt-Inger Johansson (Nybro, 24 settembre 1950), è un'attrice e modella svedese.

## Biografia
Wayborn è stata Miss Svezia nel 1970 e semifinalista a Miss Universo nello stesso anno. Dopo aver partecipato ad alcune trasmissioni in madrepatria, si trasferisce negli Stati Uniti dove recita alcuni piccoli ruoli. Nel 1980 si fa notare interpretando Greta Garbo nel film per la televisione The Silent Lovers.
Nel 1983 diventa una Bond girl interpretando la sensuale Magda in Octopussy - Operazione piovra di John Glen.

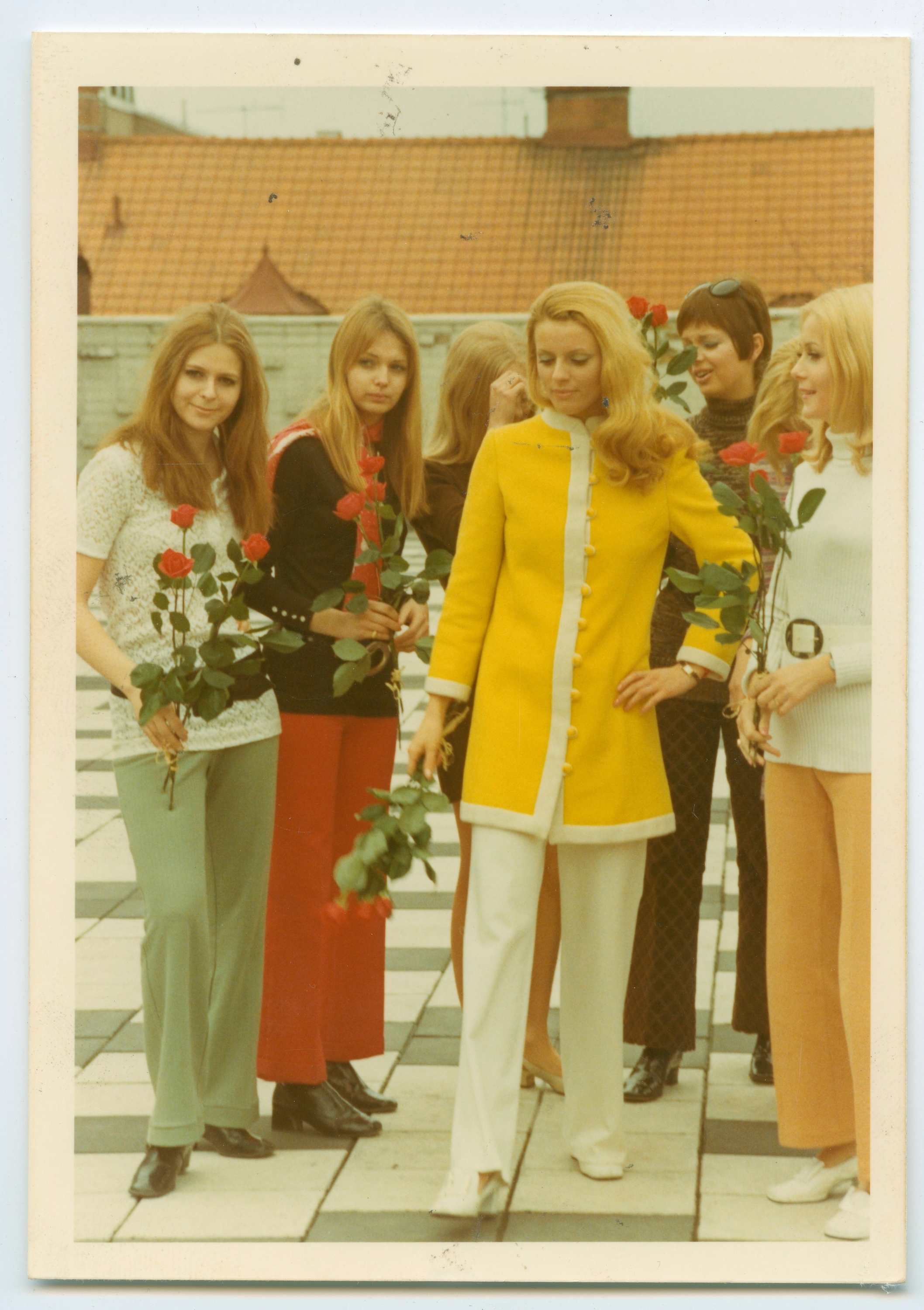
1970

Resta il ruolo principale nella sua carriera; registra diverse partecipazioni ad importanti telefilm tra cui Love Boat e Baywatch.

## Filmografia parziale
- La lunga notte di Entebbe (1976)
- The Silent Lovers (1980)
- Love Boat – serie TV, 2 episodi (1982)
- Octopussy - Operazione piovra (1983)
- Airwolf – serie TV, 1 episodio (1986)
- Mac Gyver – serie TV, 1 episodio (1986)
- General Hospital – serie TV, 1 episodio (1987)
- Baywatch – serie TV, 2 episodi (1993)
- Un fantasma per amico (1997)
- Forbidden Warrior (2004)

## Doppiatori italiani
Nelle versioni in italiano delle opere in cui ha recitato, Kristina Wayborn è stata doppiata da:
- Chiara Colizzi in Un fantasma per amico